# ХК Спартак Москва
ХК Спартак је професионални хокејашки клуб из руске престонице Москве. Основан је 1946. године као део спортског друштва Спартак, а од 2008. године се такмичи у КХЛ лиги.

## Историјат
Хокејашка секција спортског друштва Спартак из Москве основана је 22. децембра 1946. године. Златни период Спартака био је током 60-их година када су освоји три титуле (од укупно 4) првака Совјетског Савеза.
Од оснивања КХЛ лиге 2008. Спартак наступа у том хокејашком такмичењу.

### Титуле
- Првак СССР — 4 пута (1962, 1967, 1969, 1976)
- Вицепрвак СССР — 11 пута (1948, 1965, 1966, 1968, 1970, 1973, 1981—1984, 1991)
- Треће место првенстава СССР — 9 раз (1947, 1963, 1964, 1972, 1975, 1979, 1980, 1986, 1992)
- Победник купа СССР — 2 раза (1970, 1971)
- Финалиста купа СССР — 2 раза (1967, 1977)
- Победник Шпенглеровог купа — 5 раз (1980, 1981, 1985, 1989, 1990)

### Занимљивости
У сезони 1976/77 у оквиру првенства СССР, Спартак је са Тракторокм одиграо меч који је завршен неуобичајеним резултатом за хокеј 8:8.

## Играчки кадар
Састав тима закључно са 11. септембром 2011. према службеном сајту клуба.
| Голмани |              |                       |         |
| Број    | Националност | Име                   | Годиште |
| 37      | Русија       | Иван Касутин          | 1986.   |
| 50      | Русија       | Алексеј Јахин         | 1984.   |
| Одбрана |              |                       |         |
| Број    | Националност | Име                   | Годиште |
| 3       | Русија       | Александар Будкин     | 1986.   |
| 7       | Словачка     | Иван Баранка          | 1985.   |
| 25      | Русија       | Денис Макаров         | 1985.   |
| 33      | Русија       | Денис Бодров          | 1986.   |
| 57      | Русија       | Дмитриј Вишњевски     | 1990.   |
| 61      | Канада       | Андре Бенуа           | 1984.   |
| 74      | Русија       | Јаков Сељезњов        | 1989.   |
| 77      | Русија       | Ољег Пиганович        | 1985.   |
| Напад   |              |                       |         |
| Број    | Националност | Име                   | Годиште |
| 8       | Русија       | Јегор Михајлов        | 1978.   |
| 11      | Русија       | Михаил Жуков          | 1985.   |
| 12      | Русија       | Анатолиј Никонцев     | 1990.   |
| 13      | Русија       | Алексеј Шкотов        | 1984.   |
| 14      | Словачка     | Штефан Ружичка        | 1985.   |
| 15.     | Словачка     | Јозеф Штумпел         | 1972.   |
| 16      | Русија       | Сергеј Бјелокоњ       | 1988.   |
| 17      | Русија       | Артјом Вороњин        | 1991.   |
| 19.     | Русија       | Михаил Јуњков         | 1986.   |
| 21      | Русија       | Александар Јуњков     | 1982.   |
| 22      | Русија       | Ољег Губин            | 1981.   |
| 69      | Русија       | Александар Денежкин   | 1991.   |
| 78      | Русија       | Александар Комаристиј | 1989.   |
| 81      | Словачка     | Марцел Хоса           | 1981.   |
| 88      | Русија       | Роман Људучин         | 1988.   |